# Jules Quesnay de Beaurepaire

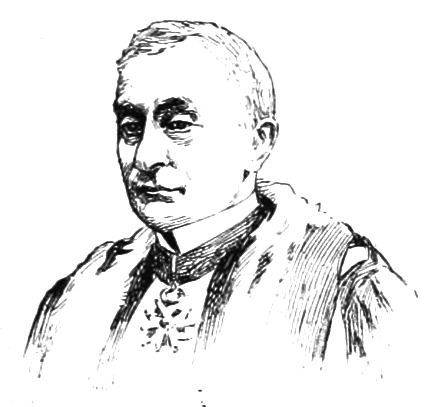
Jules Quesnay de Beaurepaire.

Jules Quesnay de Beaurepaire, född den 2 juli 1834 i Saumur, död den 25 juli 1923 i Vitrai-sous-Laigle, departementet Orne, var en fransk ämbetsman och författare. Han var ättling till François Quesnay.
Quesnay de Beaurepaire studerade juridik och var vid fransk-tyska krigets utbrott 1870 kejserlig prokurator. Under kriget utmärkte han sig som kapten vid en avdelning frivilliga under Paris belägring. Sedan han förgäves uppställt sig som kandidat till deputerad vid valen 1877, ägnade han sig helt åt ämbetsmannabanan. Han blev 1881 generalprokurator i Rennes, 1889 i Paris och var 1893–1899 president i kassationsdomstolen. Under sin domarbana hade Quesnay de Beaurepaire att handlägga flera ryktbara mål. Under processen mot de anklagade i "Panamaaffären" fungerade han som president i högsta domstolen. Han uppträdde på "nationalisternas" sida i Dreyfusprocessen. 
Quesnay de Beaurepaire var mycket verksam och ganska skattad som romanförfattare med huvudsakligen moraliserande tendens. Bland hans många arbeten, de flesta utgivna under pseudonymen Jules de Glouvet, några under pseudonymen Lucie Herpin, märks Le forestier (1880), Le marinier (1881), Le berger (1882), La famille Bourgeois (1883), L'idéal (samma år), Marie Fougère (1889) med flera i vilka han uppträder mot naturalismen. Han skrev vidare en historisk roman France (1902) samt de politiska skrifterna Le Panama et la république (1900) och La conspiration (1907). Han var även en flitig medarbetare i högertidningarna "Le Gaulois" och "L'Écho de Paris" som en av nationalismens talangfullaste företrädare.